# Sàuries
Sàuries (grec antic: Σαυρίας, Saurias) és el nom d'un antic artista de Samos a qui s'atribueix la invenció de l'art de dibuixar, anomenat en grec σκιαγραφία, i que vol dir 'traçar una línia d'una figura'. Només l'esmenta Atenàgores i la seva existència no és gaire creïble.